# Gesetz zur Stärkung der kommunalen Demokratie
Das Gesetz zur Stärkung der kommunalen Demokratie ist ein Landesgesetz in Nordrhein-Westfalen, das am 9. April 2013 beschlossen wurde. Dessen §§ 2 und 5 wurden durch den Artikel 2 des Gesetzes zur Änderung des Kommunalwahlgesetzes und zur Änderung kommunalverfassungsrechtlicher Vorschriften vom 1. Oktober 2013 geändert.
Das Kabinett Kraft II macht damit die Entkoppelung der Bürgermeister- und Landratswahlen, die 2007 vom Kabinett Rüttgers beschlossen worden waren, so weit wie möglich rückgängig. Die Gemeindeordnung für das Land Nordrhein-Westfalen, die Kreisordnung für das Land Nordrhein-Westfalen, das Gesetz über die Kommunalwahlen im Lande Nordrhein-Westfalen und das Beamtengesetz für das Land Nordrhein-Westfalen wurden angepasst.  
Die Räte der Städte, Gemeinden und Kreise sowie die Bezirksvertretungen werden einmalig für sechs Jahre gewählt, danach wieder für fünf Jahre. Den (Ober-)Bürgermeistern und Landräten, die zusammen mit den allgemeinen Kommunalwahlen 2009 gewählt wurden, wird ein einmaliges Rücktrittsrecht angeboten, sodass die Direktwahlen mit den Ratswahlen zusammengelegt werden können.
Die Wahlperiode der im Jahr 2020 gewählten Vertretungen beginnt am 1. November 2020.